# گیره سنگ‌نوردی

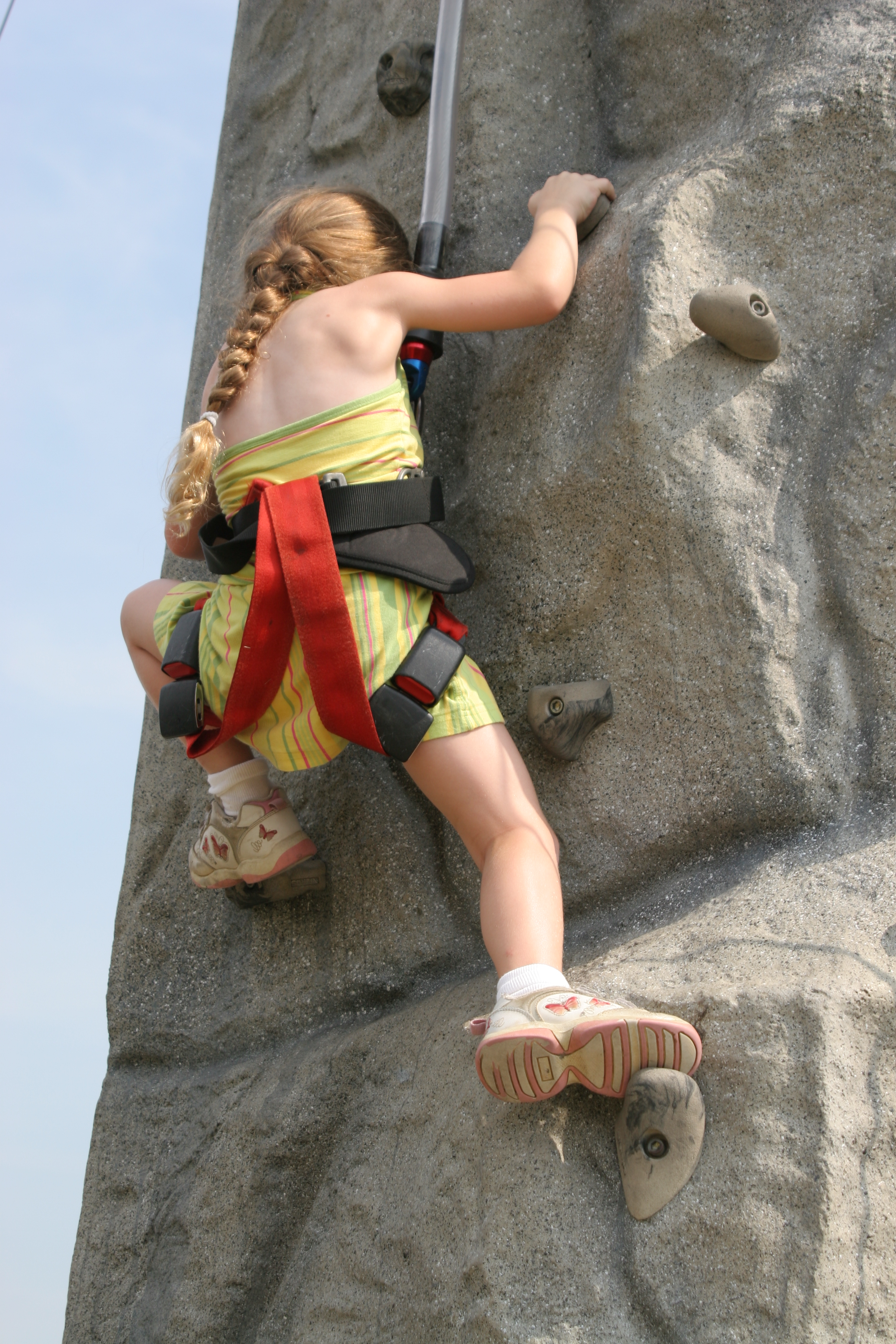
سنگ‌نوردی با استفاده از حفره‌های سنگ نوردی در حال بالا رفتن از یک دیوار مصنوعی است.

گیرهٔ سنگ‌نوردی (به انگلیسی: Climbing hold)، ساختاری حفره‌ای شکل است که معمولاً روی یک دیوارهٔ سنگ‌نوردی نصب شده و سنگ‌نوردان می‌توانند آن را گرفته یا پای خود را روی آن بگذارند. در اغلب دیوارها، گیره‌ها بوسیلهٔ طراحان مسیر، در مکان‌هایی به نام مسیرهای سنگ‌نوردی نصب می‌شود. گیره‌های سنگ‌نوردی از لحاظ اندازه و شکل بسیار متنوع هستند. گیره‌های سنگ‌نوردی بوسیلهٔ پیچ و مهره یا پرچ روی دیوار سنگ‌نوردی نصب می‌شوند. در مواردی خاص نیز، ممکن است از پیچ‌های لنگری (مثلاً برای نصب گیره در سطح زیرین یک پل) استفاده شود.

## انواع گیره‌های سنگنوردی
۱- گیره ناخنی: گیره‌ای است بسیار ریز و کوچک‌تر از یک بند انگشت که فقط با نوک انگشتان می‌توان آن را گرفت، استفاده از این گیره مستلزم صرف نیروی فراوانی است.
۲- گیره انگشتی: گیره‌ای است که ۱ بند تا ۲ بند انگشتان دست بر روی آن قرار می‌گیرد.
۳- گیره مشتی: گیره‌ای است که کل کف دست بر روی آن قرار می‌گیرد و می‌توانیم در هنگامی که گیره در کف دست قرار دارد، دست را مشت کنیم.
۴- گیره‌های اصطکاکی: این گیره شکل خاصی نداشته و باید با کمک نیروی اصطکاک از آن‌ها استفاده کرد.